# Lijst van Nederlandse vestingsteden en versterkte steden

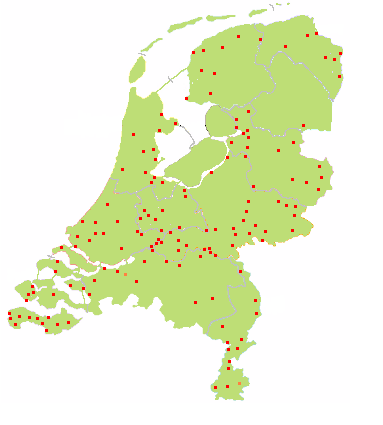
Vestingsteden in Nederland

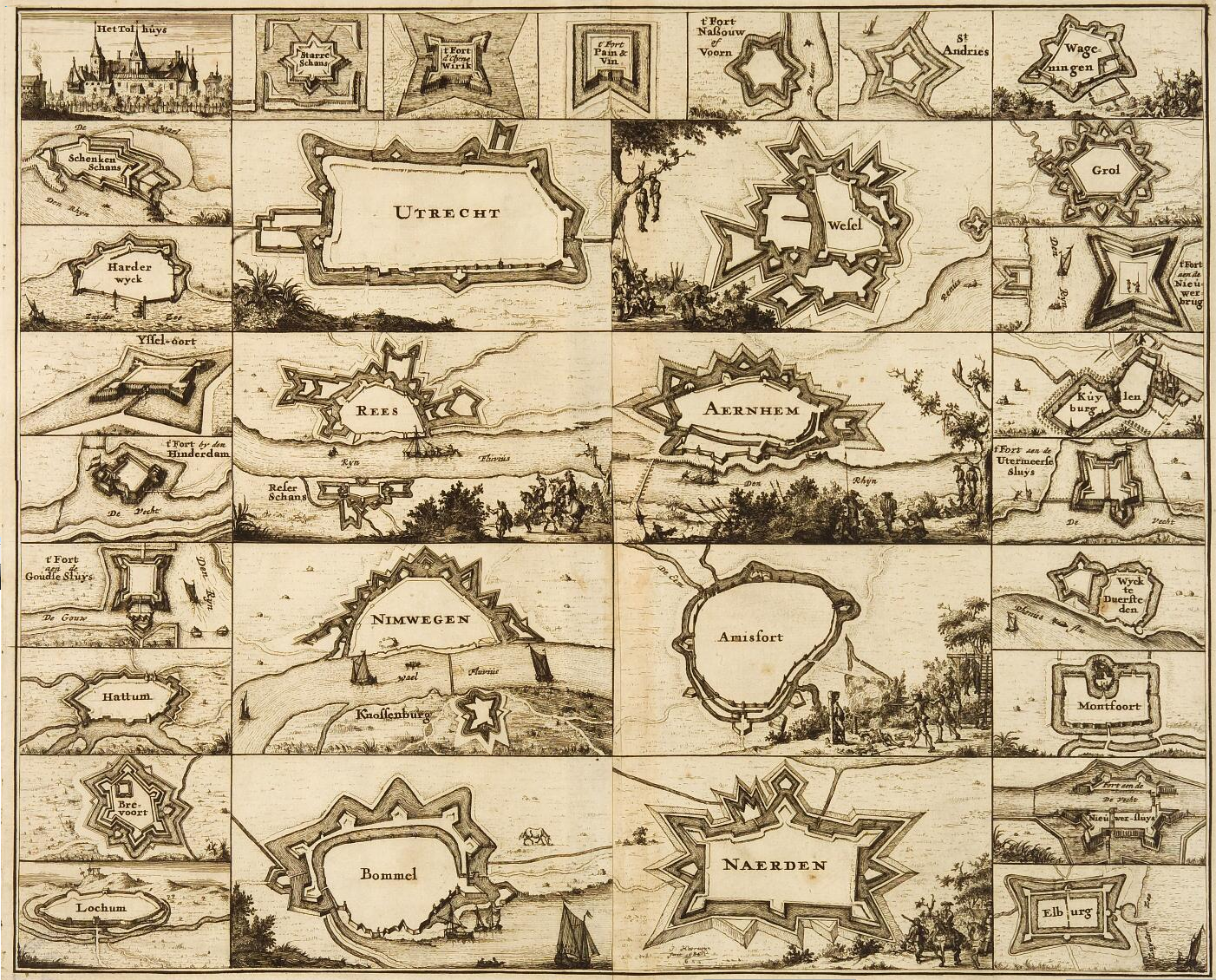
Vestingen en fortificaties in Gelderland, Holland, Utrecht en Duitsland

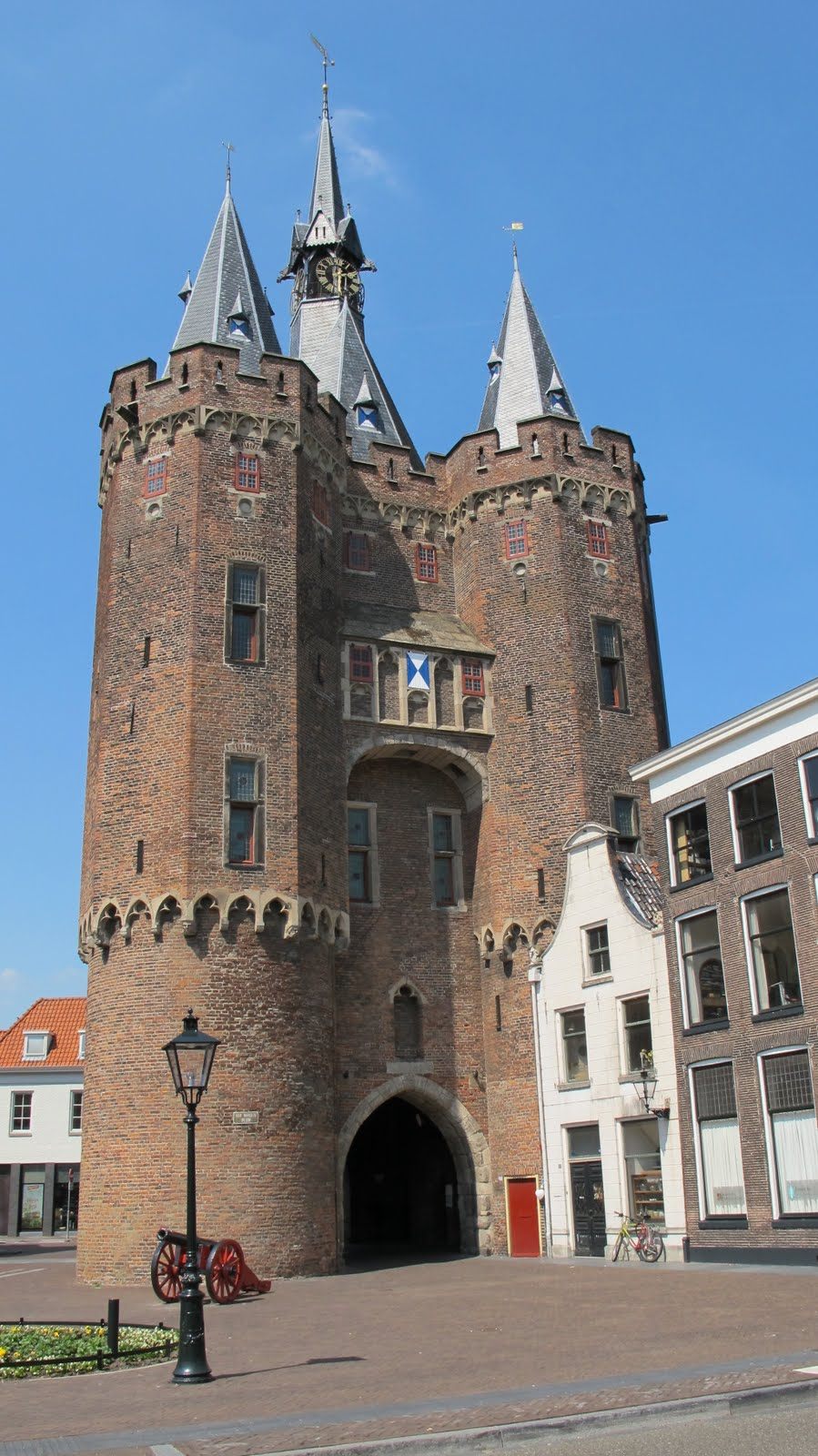
Zwolle, Sassenpoort

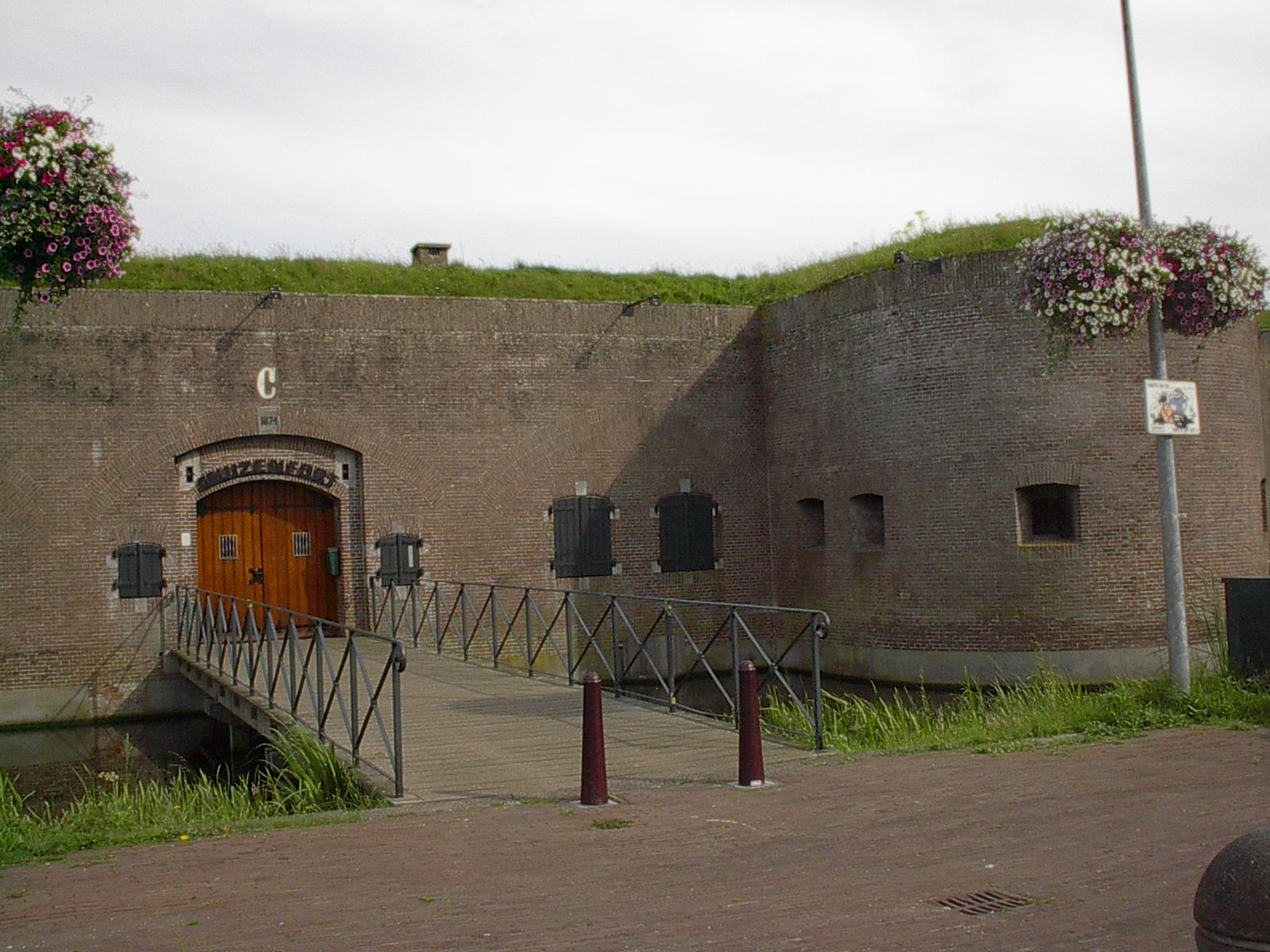
Muizenfort, Muiden

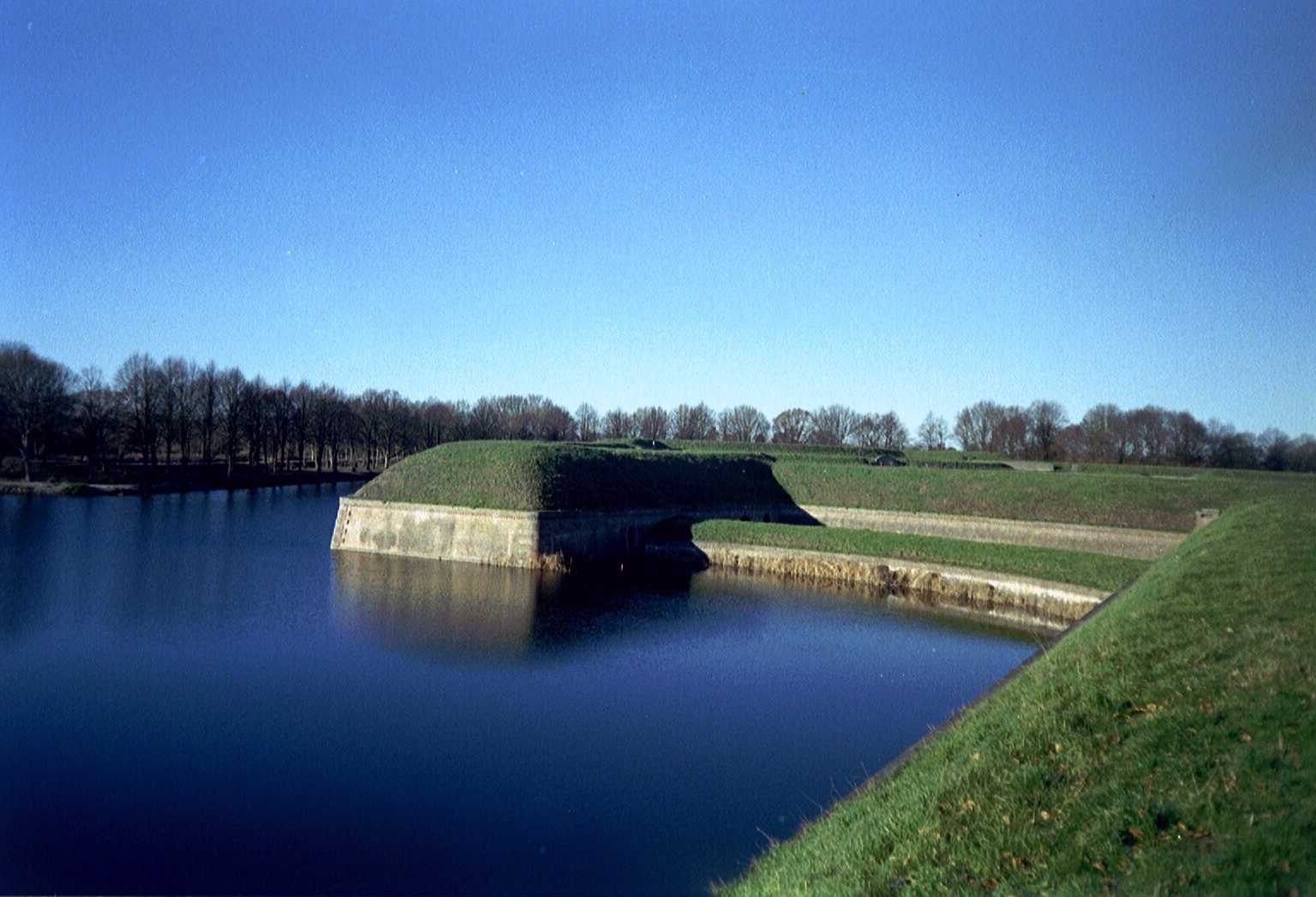
Naarden, stadswallen

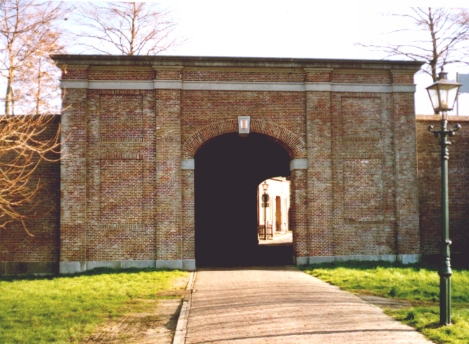
Brielle, de Langepoort

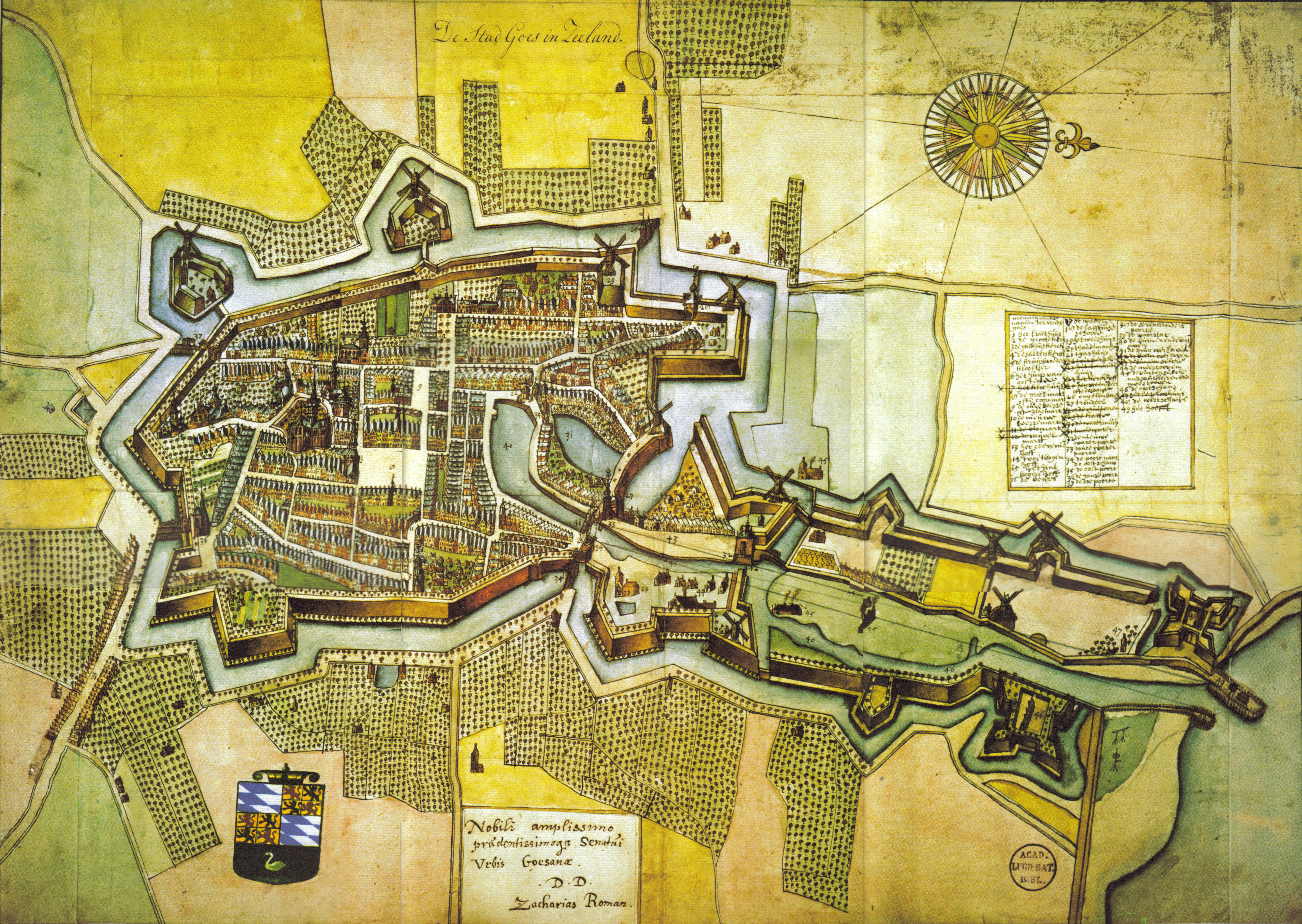
Goes

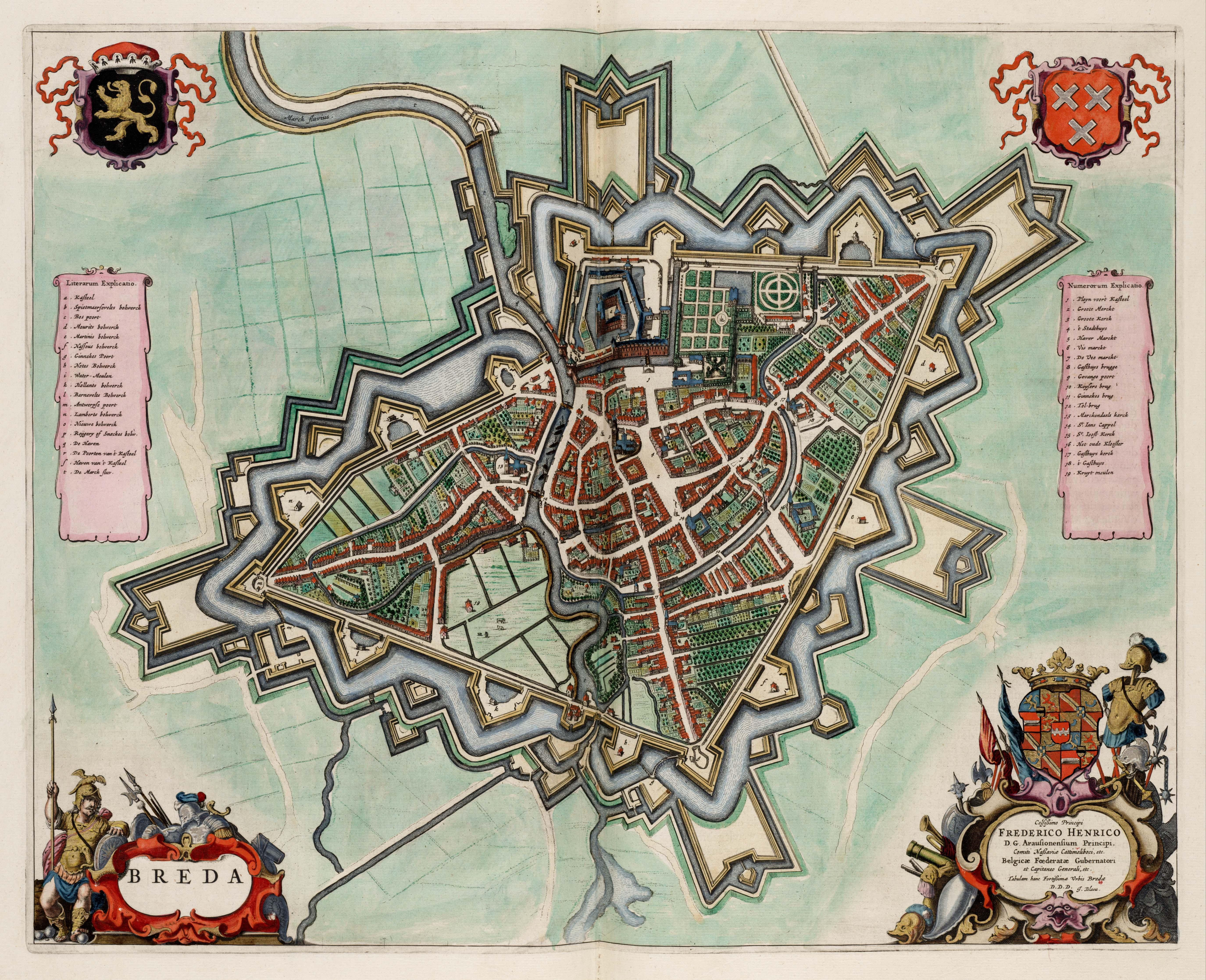
Breda

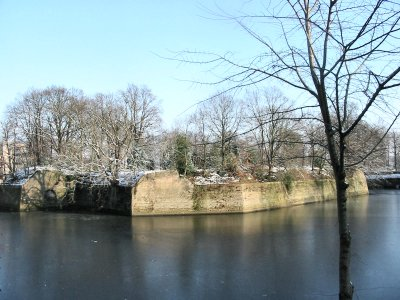
Ravelijn in Bergen op Zoom

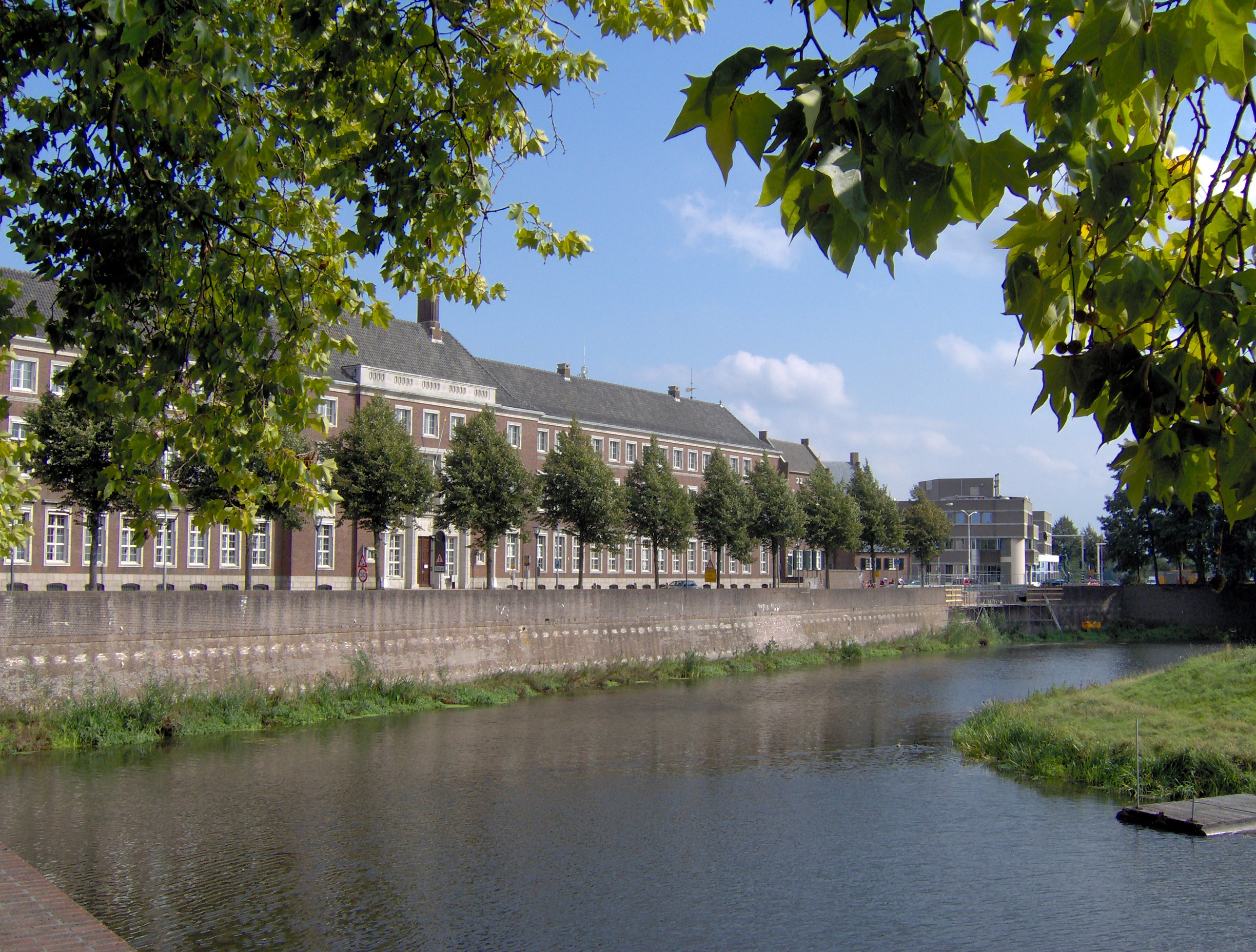
Stadsmuur, 's-Hertogenbosch

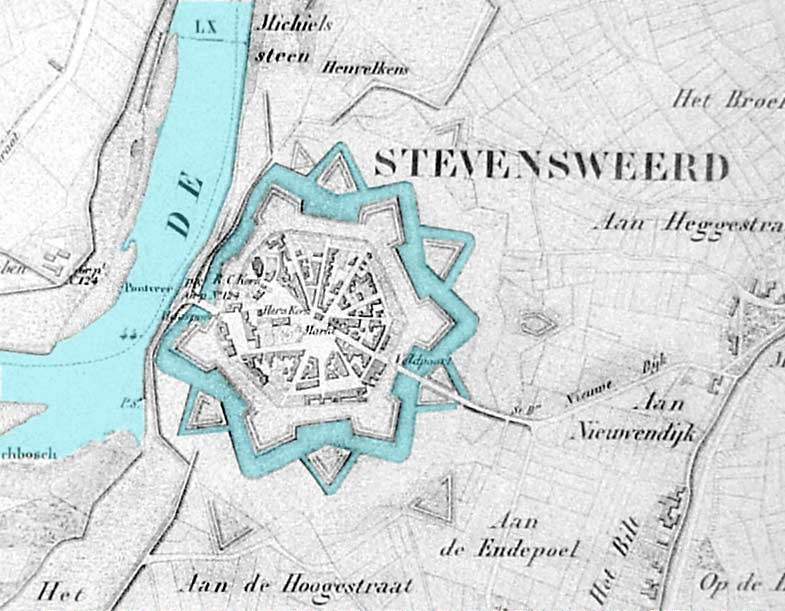
Stevensweert

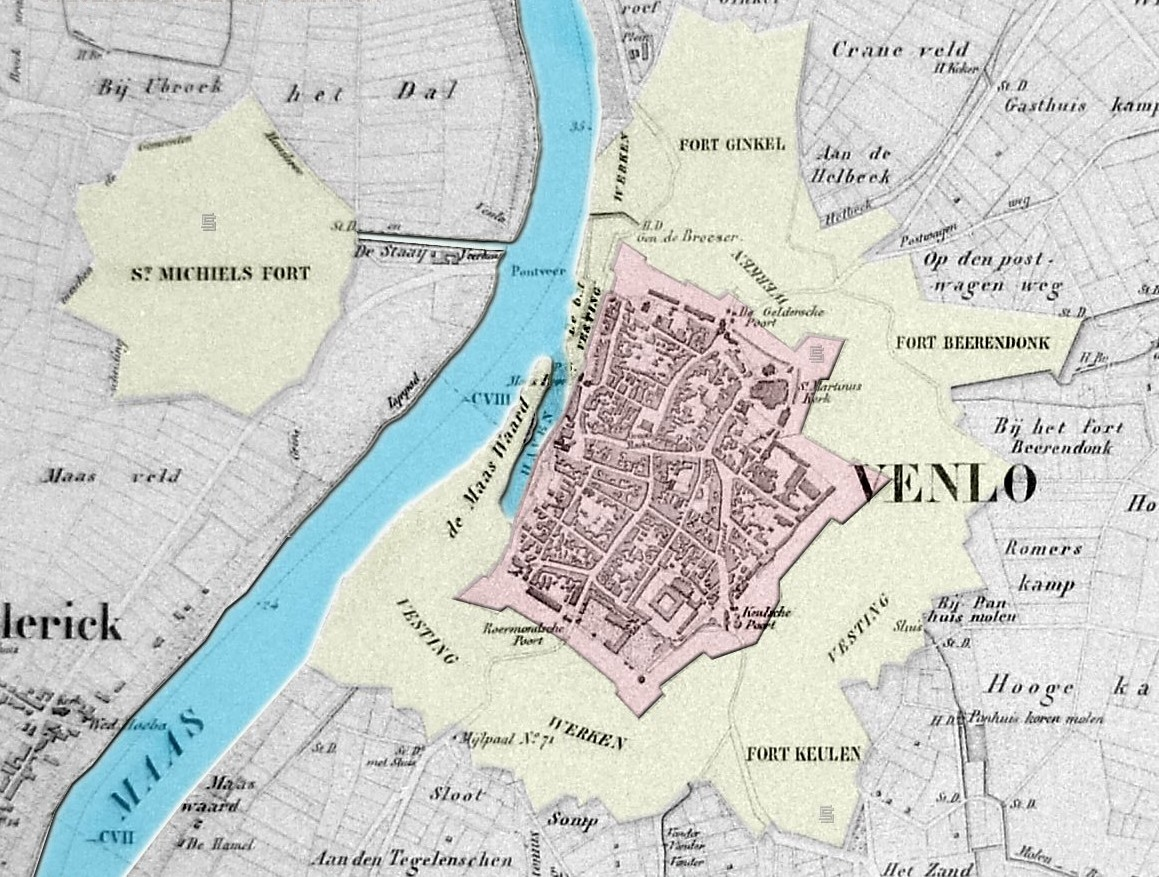
Venlo

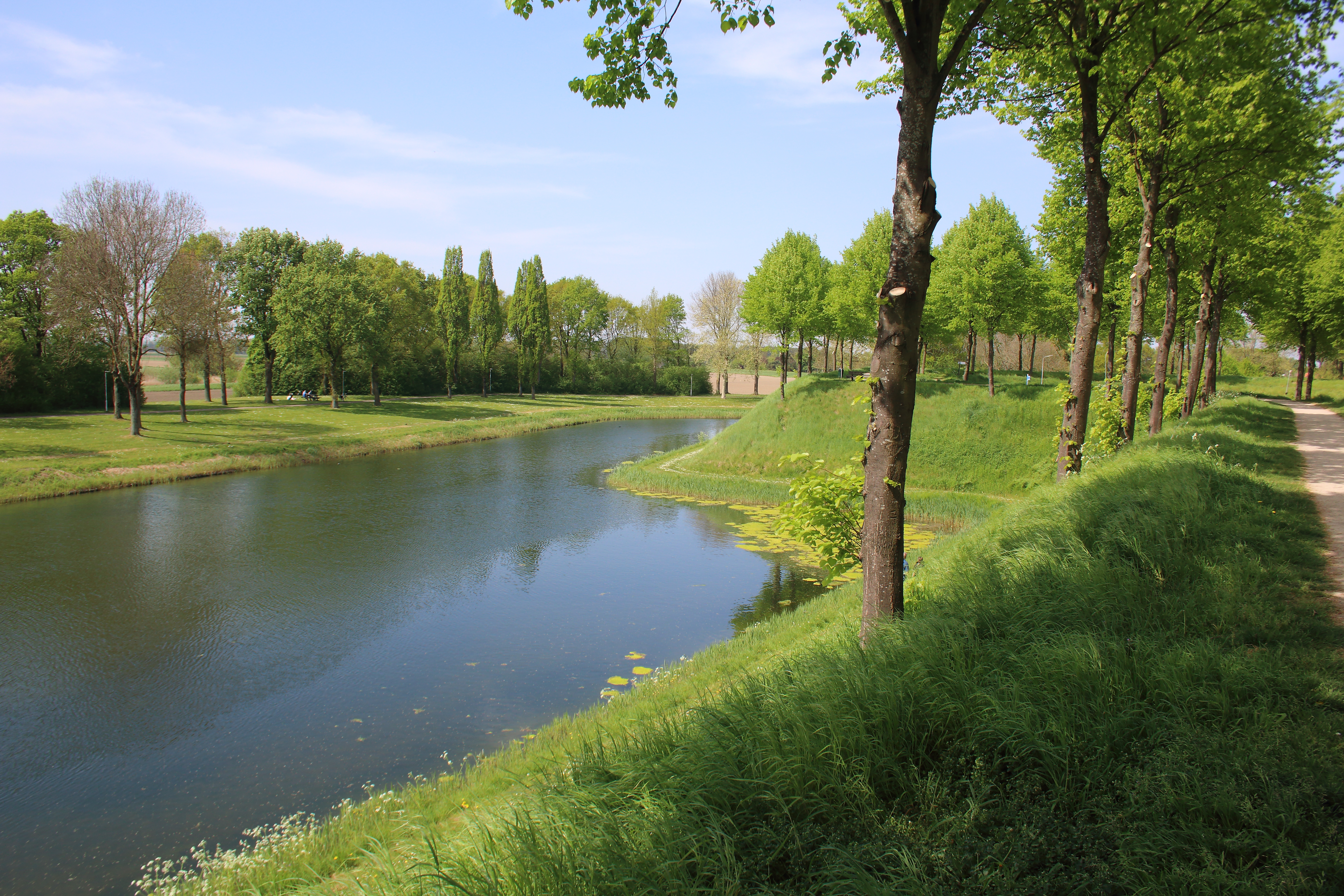
Hulst

In Nederland bestonden sinds de Middeleeuwen veel versterkte steden en militair belangrijke vestingsteden. Soms zijn hier nog restanten van, zoals stadspoorten, bolwerken en stadsgrachten. Echter, bij veel steden zijn in de 19e eeuw (na de Vestingwet van 1874) vestingwerken geslecht om plaats te maken voor industrie, woningbouw en vaak ook voor plantsoenen. Dit wordt ontmanteling (verbloemd: verlossing van het aarden corset) genoemd.
De Vestingstedenroute doet verschillende Nederlandse vestingsteden aan.
De betreffende steden worden hieronder per provincie opgesomd.

## Groningen
- Appingedam
- Bad Nieuweschans
- Bourtange
- Delfzijl
- Groningen
- Oudeschans
- Winschoten
- Zoutkamp

## Friesland
- Bolsward
- Dokkum
- Franeker
- Harlingen
- Leeuwarden
- Sloten
- Sneek
- Stavoren

## Drenthe
- Coevorden

## Overijssel
- Almelo
- Vestingwerken van Blokzijl
- Vestingwerken van Delden
- Deventer
- Vestingwerken van Enschede
- Vestingwerken van Genemuiden
- Vestingwerken van Goor
- Hardenberg
- Vestingwerken van Hasselt
- Kampen
- Oldenzaal
- Vestingwerken van Ommen
- Vestingwerken van Ootmarsum
- Vestingwerken van Rijssen
- Vestingwerken van Steenwijk
- Vestingwerken van Vollenhove
- Vestingwerken van Zwartsluis
- Zwolle

## Gelderland
- Arnhem
- Asperen
- Batenburg
- Vestingwerken van Borculo
- Vestingwerken van Bredevoort
- Bronkhorst
- Buren
- Culemborg
- Doesburg
- Vestingwerken van Doetinchem
- Vestingwerken van Eibergen
- Vestingwerken van Elburg
- Groenlo
- Harderwijk
- Vestingwerken van Hattem
- 's-Heerenberg
- Heukelum
- Vestingwerken van Huissen
- Vestingwerken van Lochem
- Lichtenvoorde
- Nijmegen
- Vestingwerken van Terborg
- Vestingwerken van Tiel
- Wageningen
- Stadsmuur van Zaltbommel
- Vestingwerken van Zevenaar
- Zutphen

## Utrecht
- Amersfoort
- Blauwkapel (vestingdorp)
- Bunschoten
- IJsselstein
- Leerdam
- Montfoort
- Nieuwersluis (vestingdorp)
- Oudewater
- Rhenen
- Utrecht
- Vianen
- Wijk bij Duurstede
- Woerden

## Noord-Holland
- Alkmaar
- Amsterdam
- Den Burg (Texel)
- Den Helder
- Edam
- Enkhuizen
- Haarlem
- Hoorn
- Medemblik
- Monnickendam
- Muiden
- Naarden
- Purmerend
- Weesp

## Zuid-Holland
- Brielle
- Delft
- Den Haag
- Dordrecht
- Geervliet
- Goedereede
- Gorinchem (Gorkum)
- Gouda
- 's-Gravenzande
- Hellevoetsluis (marinevesting zonder stadsrechten)
- Leiden
- Maassluis
- Nieuwpoort
- Rotterdam
- Schiedam
- Schoonhoven

## Zeeland
- Aardenburg
- Arnemuiden
- Axel
- Biervliet
- Brouwershaven
- Fort Bath
- Goes
- Hulst
- IJzendijke
- Middelburg
- Oostburg
- Philippine
- Reimerswaal - ten onder gegaan door verschillende vloedgolven in de 16e eeuw
- Retranchement
- Sas van Gent
- Sint-Maartensdijk
- Sluis
- Terneuzen
- Tholen
- Veere
- Vlissingen
- Zierikzee

## Noord-Brabant
- Bergen op Zoom
- Breda
- Eindhoven
- Geertruidenberg
- Grave
- Helmond
- 's-Hertogenbosch
- Heusden
- Klundert
- Megen
- Oss
- Oudenbosch
- Ravenstein
- Steenbergen
- Willemstad
- Woudrichem
- Zevenbergen

## Limburg
- Arcen
- Echt
- Gennep
- Maastricht
- Montfort
- Neeritter
- Nieuwstadt
- Roermond
- Sittard
- Stevensweert
- Susteren
- Thorn
- Valkenburg (Limburg)
- Venlo
- Weert
- Wessem